# Darren Turner
Darren Turner (ur. 13 kwietnia 1974 roku w Camberley) – brytyjski kierowca wyścigowy.

## Kariera
Turner rozpoczął karierę w międzynarodowych wyścigach samochodowych w 1993 roku od startów w edycji zimowej Brytyjskiej Formuły First, gdzie trzykrotnie zwyciężał. Zdobył tytuł mistrza tej serii. W późniejszych latach Brytyjczyk pojawiał się także w stawce Formuły Vauxhall Lotus, Brytyjskiej Formuły Renault, Ultrafilter International Formula Renault Sport Championship, Brytyjskiej Formuły 3, Formuły Palmer Audi, Włoskiej Formuły 3000, Deutsche Tourenwagen Masters, ASCAR, FIA GT Championship, American Le Mans Series, 24-godzinnego wyścigu Le Mans, Le Mans Series, British Touring Car Championship, Formula Ford 1600 - Walter Hayes Trophy, Grand American Rolex Series, British GT Championship, FIA GT1 World Championship, V8 Supercars, 24h Nürburgring, FIA World Endurance Championship, Continental Tire Sports Car Challenge, Blancpain Endurance Series, Dunlop 24H Dubai, United Sports Car Championship oraz International GT Open.
W 1997 roku Turner pełnił rolę kierowcy testowego zespołów McLaren, Jordan Grand Prix oraz Arrows w Formule 1. W latach 1999-2001 był kierowcą testowym ekipy McLaren.

## Wyniki w 24h Le Mans
| Rok  | Zespół                 | Partnerzy                       | Samochód                  | Klasa   | Okr. | Poz. | Klasa Pos. |
| ---- | ---------------------- | ------------------------------- | ------------------------- | ------- | ---- | ---- | ---------- |
| 2003 | Veloqx Prodrive Racing | Anthony Davidson Kelvin Burt    | Ferrari 550-GTS Maranello | GTS     | 176  | NU   | NU         |
| 2004 | Prodrive Racing        | Colin McRae Rickard Rydell      | Ferrari 550-GTS Maranello | GTS     | 329  | 9    | 3          |
| 2005 | Aston Martin Racing    | David Brabham Stéphane Sarrazin | Aston Martin DBR9         | GT1     | 333  | 9    | 3          |
| 2006 | Aston Martin Racing    | Tomáš Enge Andrea Piccini       | Aston Martin DBR9         | GT1     | 350  | 6    | 2          |
| 2007 | Aston Martin Racing    | David Brabham Rickard Rydell    | Aston Martin DBR9         | GT1     | 343  | 5    | 1          |
| 2008 | Aston Martin Racing    | David Brabham Antonio García    | Aston Martin DBR9         | GT1     | 344  | 13   | 1          |
| 2009 | Aston Martin Racing    | Anthony Davidson Jos Verstappen | Lola-Aston Martin B09/60  | LMP1    | 342  | 13   | 11         |
| 2010 | Aston Martin Racing    | Juan Barazi Sam Hancock         | Lola-Aston Martin B09/60  | LMP1    | 368  | NU   | NU         |
| 2011 | Aston Martin Racing    | Stefan Mücke Christian Klien    | Aston Martin AMR-One      | LMP1    | 4    | NU   | NU         |
| 2012 | Aston Martin Racing    | Stefan Mücke Adrián Fernández   | Aston Martin Vantage GTE  | GTE Pro | 332  | 19   | 3          |
| 2013 | Aston Martin Racing    | Stefan Mücke Peter Dumbreck     | Aston Martin Vantage GTE  | GTE Pro | 314  | 17   | 3          |
| 2014 | Aston Martin Racing    | Stefan Mücke Bruno Senna        | Aston Martin Vantage GTE  | GTE Pro | 310  | 35   | 6          |